# Alessandro Buzio
Alessandro Buzio (Pavia, 13 gennaio 1893 – Milano, 1º ottobre 1972) è stato un aviatore italiano.
Pluridecorato Asso dell'aviazione da caccia, è accreditato di 6 abbattimenti durante la prima guerra mondiale.

## Biografia
Alessandro Buzio è nato a Pavia il 13 gennaio 1893. 
Dopo la visita di leva viene destinato al 5º Reggimento genio guastatori, ma domanda di essere trasferito alla Direzione Tecnica dell'Aviazione.
Il 9 giugno 1915 è allievo nel Battaglione Scuole Aviatori del Corpo Aeronautico.
Dopo un'esperienza come istruttore, il 24 aprile 1916 entra nella 75ª Squadriglia Caccia, il cui compito è la difesa aerea di Verona. 
Buzio vola sul Nieuport 11: il 27 giugno ottiene la sua prima vittoria, condivisa con altri piloti.
A novembre Buzio, promosso tenente, riceve una Medaglia di Bronzo al Valor Militare. 
Il 27 aprile 1917 Buzio viene trasferito all'81ª Squadriglia Aeroplani, sempre su Nieuport, dove condivide una vittoria con Francesco Baracca. 
Il 31 ottobre viene trasferito alla 76ª Squadriglia Caccia ottenendo altre tre vittorie a bordo di Hanriot HD.1 arrivando così alle 5 utili per la qualifica di Asso dell'aviazione. 
Nel corso della guerra, Buzio ha ricevuto anche due Medaglie d'argento al valor militare che sono conservate al Museo del Risorgimento di Pavia.